# Oripää

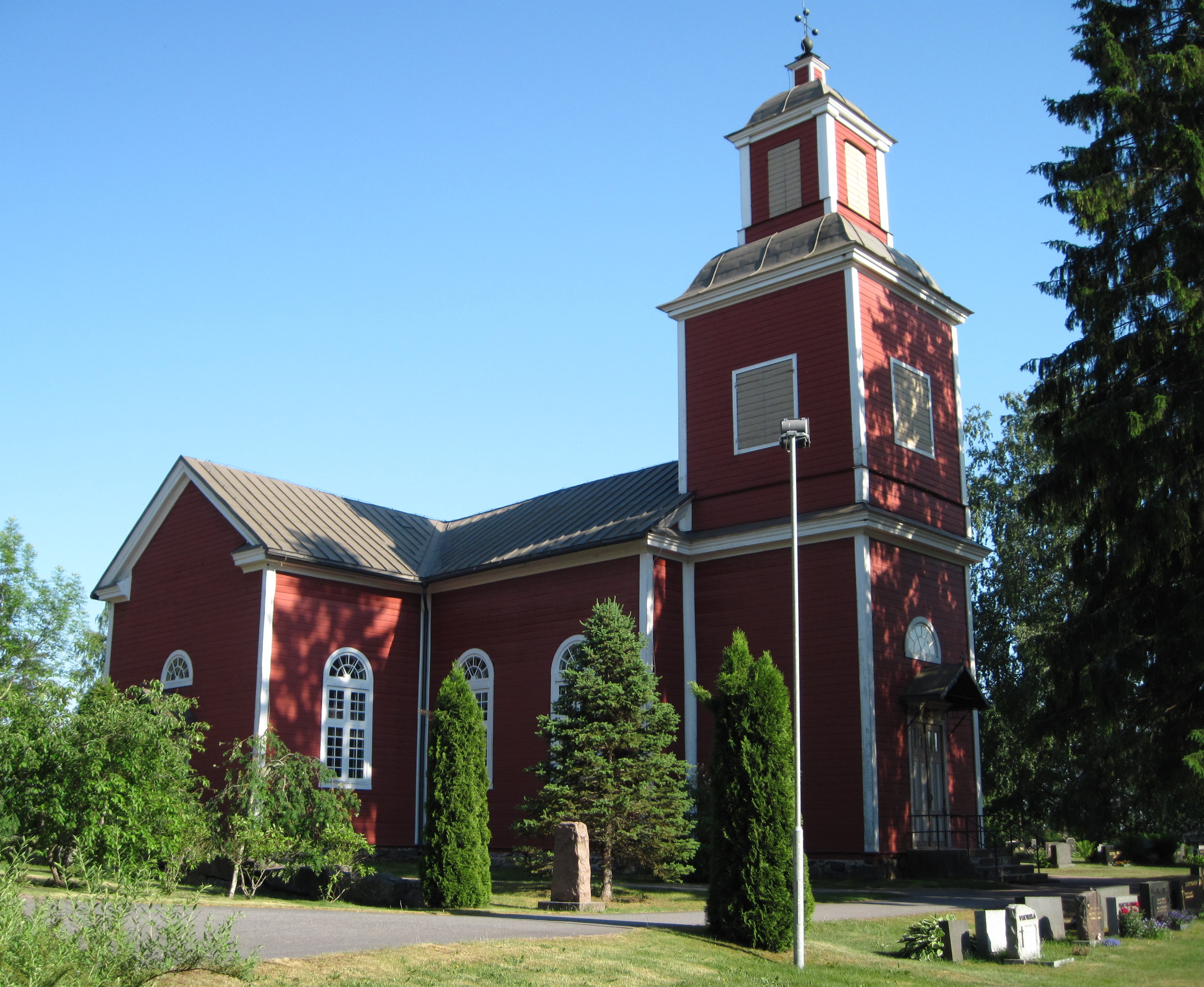
Oripää kyrka

Oripää är en kommun i landskapet Egentliga Finland. Oripää har 1 337 invånare och har en yta på 117,72 km².
Oripää är enspråkigt finskt.

## Politik

### Mandatfördelning i Oripää kommun, valen 1976–2021
| 3 | 3 | 7 | 4 |

| 2 | 3 | 8 | 4 |

| 2 | 3 | 7 | 5 |

| 2 | 3 | 7 | 5 |

| 2 | 2 | 8 | 5 |

| 2 | 2 | 8 | 5 |

| 2 | 2 | 9 | 4 |

| 3 | 1 | 7 | 6 |

| 12 | 5 |

| 2 | 2 | 7 | 6 |

| 12 | 5 |

| 3 | 1 | 2 | 7 | 4 |

| 11 | 6 |

| 3 | 1 | 8 | 5 |

| 10 | 7 |

| 3 | 2 | 8 | 4 |

| 11 | 6 |

## Befolkningsutveckling
| Befolkningsutvecklingen i Oripää kommun 1975–2020                                                            | Befolkningsutvecklingen i Oripää kommun 1975–2020 | Befolkningsutvecklingen i Oripää kommun 1975–2020 | Befolkningsutvecklingen i Oripää kommun 1975–2020 | Befolkningsutvecklingen i Oripää kommun 1975–2020 |
| --- | ------------------------------------------------- | ------------------------------------------------- | ------------------------------------------------- | ------------------------------------------------- |
| |                                                   |                                                   |                                                   |                                                   |
| År |                                                   |                                                   | Folkmängd                                         |                                                   |
| 1975 | 1975                                              |                                                   | 1 540                                             |                                                   |
| 1980 | 1980                                              |                                                   | 1 480                                             |                                                   |
| 1985 | 1985                                              |                                                   | 1 458                                             |                                                   |
| 1990 | 1990                                              |                                                   | 1 414                                             |                                                   |
| 1995 | 1995                                              |                                                   | 1 388                                             |                                                   |
| 2000 | 2000                                              |                                                   | 1 342                                             |                                                   |
| 2005 | 2005                                              |                                                   | 1 335                                             |                                                   |
| 2010 | 2010                                              |                                                   | 1 414                                             |                                                   |
| 2015 | 2015                                              |                                                   | 1 377                                             |                                                   |
| 2020 | 2020                                              |                                                   | 1 334                                             |                                                   |
| Anm: Uppgifterna avser förhållandena den 31 december nämnda år enligt områdesindelningen den 1 januari 2022. |                                                   |                                                   |                                                   |                                                   |